# Green Knight Publishing
 (mai 2022).
Si vous disposez d'ouvrages ou d'articles de référence ou si vous connaissez des sites web de qualité traitant du thème abordé ici, merci de compléter l'article en donnant les références utiles à sa vérifiabilité et en les liant à la section « Notes et références ».
Green Knight Publishing est une maison d'édition américaine. Elle a été fondée par Peter Corless après qu'il a acheté les droits sur le jeu de rôle Pendragon à Chaosium en 1998. De 1999 à 2001, Green Knight a publié des suppléments pour ce jeu de rôle.
Sous la direction de l'éditeur en chef James Lowder et de l'éditeur consultant Raymond H. Thompson, Green Knight a aussi continué à publier une série d'ouvrages de fiction également appelée Pendragon. Dans cette série, il y avait à la fois des réimpressions de classiques de la fiction arthurienne, et des romans et anthologies originaux. 
Green Knight a annoncé de nombreux suppléments pour le jeu de rôle Pendragon, ainsi que d'autres produits également basés sur les mythes arthuriens, comme un projet de jeu de cartes. Mais de graves problèmes ont vite handicapé la société : des problèmes financiers, un manque de suivi éditorial et le fait que le jeu Pendragon, qui était le produit phare de cette société, était déjà en perte de vitesse au moment où Chaosium lui avait vendu les droits. L'éclatement de la bulle .com, plus l'énorme concurrence des jeux du d20 System, ont aussi contribué aux problèmes de Green Knight. Peter Corless a progressivement mis sa société en sommeil : le dernier supplément de jeu de rôle est sorti en 2001 et le dernier roman en 2002. La société a revendu les droits sur le jeu de rôle Pendragon à White Wolf Publishing en 2004. La société est aujourd'hui en sommeil, mais retient les droits sur les fictions Pendragon et sur un éventuel jeu vidéo qui serait basé sur Pendragon.